# Santa Sofia (Torre d'Isola)
Cascina Santa Sofia è una frazione del comune di Torre d'Isola in provincia di Pavia posta a sudest del centro abitato, verso Lanfranco.

## Storia
Santa Sofia si trova su un terrazzo che domina da 20 m d'altezza le acque del Ticino. Fu un luogo assai importante, perché ai piedi del terrazzo si trovava - sino al sec. XIX - uno dei principali porti sul Ticino, terminale un tempo della grande strada romana della Lomellina, che metteva in comunicazione Pavia con Torino e le Gallie. Qui si accampò Carlo Magno quando assediava Pavia, e probabilmente fu il primo a fondare la chiesa di Santa Sofia; qui tenne corte anche Carlo il Calvo. La località era un comune già nel XIII secolo; nel XIV secolo fu infeudato ai Lucini e nel XVII ai marchesi Pecorara. In seguito allo spostamento sul Ticino del confine di Stato fra Piemonte e Lombardia austriaca in seguito alla Pace di Utrecht del 1713, perse la frazione di Canarazzo posta oltre il fiume. Il comune fu soppresso nel 1841 e unito a Torre d'Isola.
Una tradizione medievale, riferita nel sec. XIV da Opicino de Canistris, pone presso Santa Sofia la località Pavia Vegia, probabilmente un insieme di rovine antiche che sarebbero state i resti di un primo tentativo di fondazione della città di Pavia, ripetutamente distrutti secondo la leggenda da interventi soprannaturali, sino a che una colomba con un ramoscello nel becco non indicò il sito attuale, in cui fondare la città.

## Società

### Evoluzione demografica
- 168 nel 1751
- 154 nel 1805[1]